# William Beatty (Politiker)
William Beatty (*  1787 in Stewartstown, County Tyrone, Irland; † 12. April 1851 in Butler, Pennsylvania) war ein US-amerikanischer Politiker. Zwischen 1837 und 1841 vertrat er den Bundesstaat Pennsylvania im US-Repräsentantenhaus.

## Werdegang
William Beatty wuchs in seiner nordirischen Heimat auf. Im Jahr 1807 kam er in die Vereinigten Staaten, wo er sich in der Stadt Butler niederließ. Während des Britisch-Amerikanischen Krieges von 1812 diente er in der Staatsmiliz. Von 1823 bis 1826 war er Sheriff im Butler County. Politisch schloss er sich der Demokratischen Partei an.
Bei den Kongresswahlen des Jahres 1836 wurde Beatty im 23. Wahlbezirk von Pennsylvania in das US-Repräsentantenhaus in Washington, D.C. gewählt, wo er am 4. März 1837 die Nachfolge von Samuel Smith Harrison antrat. Nach einer Wiederwahl konnte er bis zum 3. März 1841 zwei Legislaturperioden im Kongress absolvieren. Nach seiner Zeit im US-Repräsentantenhaus war Beatty bis 1842 Abgeordneter im Repräsentantenhaus von Pennsylvania. Danach wurde er stellvertretender Sheriff im Butler County. Er starb am 12. April 1851 in Butler, wo er auch beigesetzt wurde.